# Ricardo Alarcón (futbolista)
Ricardo Antonio Alarcón (12 de enero de 1914-14 de octubre de 1988) fue un futbolista argentino. Actuó en el puesto de insider derecho en una época de grande figuras y en la cual supo sobresalir.
Nacido en Buenos Aires, la carrera de Alarcón comenzó en 1933 en el club San Lorenzo de Almagro en Buenos Aires. En 1936, junto con San Lorenzo ganó la Copa de Honor y Argentina ganó los corredores. En 1937, como jugador de San Lorenzo, anotó 4 goles en la victoria 7:0 contra Lanús de Buenos Aires. En total, en los años 1933-1939 Alarcón jugó 128 partidos en San Lorenzo, y marcó 77 goles.
Luego se fue al club Boca Juniors de Buenos Aires. Fue el primer jugador en marcar un gol en La Bombonera: el 25/05/40 ante San Lorenzo, amistoso; y el 02/06/40 ante Newell´s de Rosario, oficial, hizo los dos goles. También le metió un gol a River el 30/06/1940 en un 3:1 de local.
Al año siguiente, integró el plantel del seleccionado argentino que obtuvo el Campeonato Sudamericano extra en Chile.
En la selección de fútbol de Argentina jugó un total de 4 partidos.
La última vez que jugó en Boca fue el 1 de noviembre de 1941. en la pérdida de 0:1 con Newell Old Boys. En total, con los colores de Boca jugó 62 partidos (exactamente 5.318 minutos - 38 victorias y 9 empates) y anotó 34 goles.
De Boca Juniors, Alarcón fue al Club Atlético Platense, familia futbolística su  hermano Roberto debutó en 1944 en San Lorenzo en 1948, es transferido por la huelga de jugadores al club Gimnasia y Esgrima La Plata, para luego  en 1949 llegar a Europa al genoa de Italia, donde jugó hasta 1950 . Luego, en los años 1950-1953 jugó en el francés del club Olympique de Marsella.
Mientras Ricardo en 1965 terminó su carrera en el club de segunda división Central.